# Saint-Marcel (Meurthe-et-Moselle)
Saint-Marcel is een gemeente in het Franse departement Meurthe-et-Moselle (regio Grand Est) en telt 164 inwoners (2005).
De gemeente maakt deel uit van het arrondissement Briey en sinds 22 maart 2015 van het op die dag opgerichte kanton Jarny. Daarvoor hoorde het bij het kanton Conflans-en-Jarnisy, dat toen opgeheven werd.

## Geografie
De oppervlakte van Saint-Marcel bedraagt 11,4 km², de bevolkingsdichtheid is 14,4 inwoners per km².
De onderstaande kaart toont de ligging van Saint-Marcel (Meurthe-et-Moselle) met de belangrijkste infrastructuur en aangrenzende gemeenten.

## Demografie
Onderstaande figuur toont het verloop van het inwonertal (bron: INSEE-tellingen).